# سرگئی پولینسکی
سرگئی پولینسکی (انگلیسی: Sergey Polynskiy؛ زادهٔ ۱۶ سپتامبر ۱۹۸۱) دوچرخه‌سوار اهل روسیه است.